# Livedo
 Mise en garde médicale
Le livedo est une manifestation cutanée aiguë ou chronique siégeant principalement aux membres. La peau apparaît violacée et marbrée, on parle parfois de marbrure. Il est généralement dû à un trouble circulatoire par congestion passive. Lors de son apparition, il est important de différencier une forme bénigne, souvent liée à l’exposition au froid, d’une forme pathologique qui peut être le premier signe d’une maladie sous-jacente qu’il convient de rechercher. Mais surtout il peut être le signe inaugural d'un choc septique qui constitue une urgence médicale.

## Définition

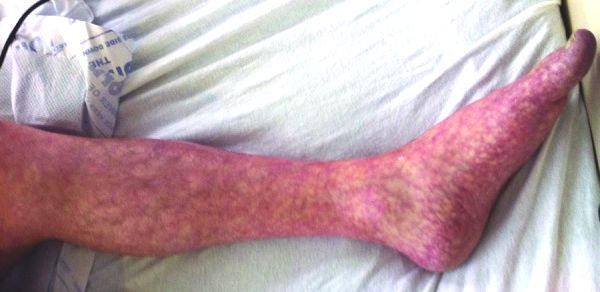
Livedo reticularis de la jambe montrant clairement l'aspect marbré du réseau microcirculatoire cutané.

Le livedo est un signe clinique caractérisé par un érythème violacé dessinant des mailles, ou marbrures, plus ou moins marquées et régulières sur la peau. Le terme découle du latin livedus qui signifie bleuâtre. On différencie parfois le livedo réticulé (reticularis), à mailles régulières et fermées du livedo ramifié (racemosa) à mailles irrégulières et ouvertes.

## Anatomie
La vascularisation cutanée est composée de très petites artérioles qui traversent l'épaisseur de la peau de la profondeur vers l'extérieur et ceci perpendiculairement à
la surface cutanée.  Chaque artériole forme juste sous la surface un petit lit capillaire qui est à son tour drainé par un petit plexus veineux vers les veinules, lesquelles à leur tour retraversent perpendiculairement l’épaisseur de la peau vers les veines profondes. La bonne oxygénation de ce microscopique circuit entraîne la bonne et harmonieuse coloration de la peau.

## Physiopathologie
Lorsque l'oxygénation de ce réseau sanguin est insuffisante, que la circulation dans ce réseau est ralentie (stase) dans les veinules, on perçoit un livedo. Plusieurs mécanismes expliquent ce phénomène. La stase sanguine peut être causée par un mauvais fonctionnement du système nerveux autonome, des substances veinodilatatrices ou une hypoxie locale. Tandis que la désoxygénation peut être provoquée par une diminution de l'afflux de sang dans les artérioles ou par une résistance augmentée dans le réseau veineux,.

## Diagnostic étiologique
Si le diagnostic de livedo est facile à porter par un examen complet du patient dénudé, le diagnostic de sa cause (diagnostic étiologique) est plus complexe d'autant qu'il en existe de nombreuses. Avant de parler de livedo isolé il convient donc de conduire une véritable démarche diagnostique.
Parmi les principales causes on peut citer (liste non exhaustive) : lupus érythémateux systémique, périartérite noueuse, cryoglobulinémie, maladie des agglutinines froides, thrombose veineuse profonde, purpura thrombocytopénique, emboles de cholestérol, certains cancers, hypothyroïdie, phéochromocytome, les effets indésirables de certains médicaments (amantadine, etc.), la maladie de Parkinson, accident de décompression et de nombreuses maladies infectieuses dans leur forme la plus grave du choc septique.
Lorsque tout diagnostic étiologique est écarté il convient d'envisager la possibilité d'un livedo physiologique, déclenché par l’exposition au froid et qui disparaît avec le réchauffement. Il est généralement localisé au niveau des membres inférieurs et atteint plus souvent les
nouveau-nés et les femmes.

## Un contexte d'urgence
La reconnaissance du livedo est enseignée depuis plusieurs décennies dans les écoles de médecine comme signe clinique cardinal à rechercher en cas d’état de choc par syndrome septique sévère. La peau étant un organe accessible et informatif, elle permet d’explorer la microcirculation défaillante lors d’une insuffisance circulatoire aiguë. En service d'urgence, l’examen de la peau et le monitorage de la perfusion cutanée par la température cutanée, le temps de recoloration cutanée et le score de marbrures sont des moyens simples et reproductibles d’évaluation de l’état de la microcirculation.